# كنيسة الجبيل
كنيسة الجبيل هي كنيسة أثرية اكتشفت في شمال محافظة الجبيل، في المملكة العربية السعودية عام 1986. ويعتقد أنها تتبع للمذهب النسطوري، الذي انتشر في القرن الرابع الميلادي. تعتبر الكنيسة من الشواهد المهمة حول انتشار المسيحية في شرق شبه الجزيرة العربية قبل ظهور الإسلام.
عثر في المنطقة على بقايا تتكون من صحن للكنيسة وثلاث هياكل. الموقع محاط بسور ولكن يمكن رؤية الآثار من مسافة.